# D.N.A. (canção)
"D.N.A." é uma canção composta pela banda britânica A Flock of Seagulls de seu álbum de estreia, A Flock of Seagulls de 1982.
A faixa incorporou sons de sintetizador pesado, marca registrada da banda, enquanto também integrou arpejos habilidosos, linhas de baixo em camadas e efeitos múltiplos. As técnicas de produção pegaram algumas emprestadas da Wall of Sound, embora seja distintamente um esforço estéreo.

## Recepção
A banda ganhou um Grammy em 1983 de Best Rock Instrumental Performance. Tal como acontece com o álbum inteiro, a canção tem um toque futurista, e é parte do tema alienígena do álbum conceitual. A faixa foi descrita pelo vocalista Mike Score como "um alerta sobre os perigos da ciência".
Ao distinguir a banda com o prêmio, pelo menos um oficial da National Academy of Recording Arts and Sciences comentou que a música era "distinta entre outros artistas da época... por seu escopo e ambição".

## Na cultura pop
- Usado no episódio "Alt-Rock's Greatest Instrumentals" de The Ongoing History of New Music de 2003.